# マラート・クラフメートフ
マラート・ミニュロヴィチ・クラフメートフ（クラフメトフ、ロシア語: Марат Минюрович Кулахметов、Marat Minyurovich Kulakhmetov、1959年 - ）は、ロシアの軍人。ロシア連邦軍少将。南オセチア平和維持軍司令官。グルジアはクラフメートフがオセット人分離主義者を支援しているとして、ロシア軍主導の平和維持活動から、全欧安保協力機構（OSCE）軍との交代を訴えた。 